# Федорково (Муромский район)
Федорково — деревня в Муромском районе Владимирской области России, входит в состав Ковардицкого сельского поселения. 

## География
Деревня расположена в 20 км на северо-запад от центра поселения села Ковардицы и в 26 км на северо-запад от Мурома. 

## История
Деревня основана в 1841 году переселенцами из деревни Савино.
В конце XIX — начале XX века деревня входила в состав Булатниковской волости Муромского уезда. В 1859 году в деревне числилось 16 дворов, в 1905 году — 42 двора, в 1926 году — 65 дворов.
С 1929 года деревня являлась центром Федорковского сельсовета Муромского района, с 1940 года — в составе Булатниковского сельсовета, с 2005 года — в составе Ковардицкого сельского поселения. 

## Население
| 1859 | 1905 | 1926 | 2002 | 2010 | 2012 | 2021 |
| ---- | ---- | ---- | ---- | ---- | ---- | ---- |
| 118  | ↗225 | ↗302 | ↘3   | ↗4   | ↗7   | ↘4   |